# Квадво Асамоа
Квадво Асамоа (англ. Kwadwo Asamoah; нар. 9 грудня 1988 року, Аккра, Гана) — ганський футболіст, лівий півзахисник, відомий виступами за низку італійських клубних команд та національну збірну Гани.

## Клубна кар'єра
Народився 9 грудня 1988 року в місті Аккра. Починав займатися футболом на батьківщині, звідки 2007 року був запрошений до швейцарської «Беллінцони».
У дорослому футболі дебютував 2008 року виступами за італійський «Удінезе», в якому молодий ганець відразу отримав місце у стартовому складі і протягом чотирьох сезонів взяв участь у 114 матчах Серії A.
2012 року перейшов до «Ювентуса», який сплатив 9 мільйонів євро за половину економічних прав на гравця. Протягом двох сезонів був гравцем основного складу туринців, однак у сезоні 2014/15 отримав важку травму коліна, після якої тривалий час відновлювався, а згодом так й не зумів повернути собі статус основного гравця. Залишив «Ювентус» влітку 2018 року після завершення чергового контракту з клубом, за який на той час провів 156 матчів в усіх турнірах.
2018 року уклав контракт з клубом «Інтернаціонале», у складі якого провів наступні два роки своєї кар'єри гравця. 
На початку 2021 року, після піврічної перерви, поновив ігрову кар'єру, приєднавшись на умовах короткотермінового контракту до «Кальярі». До завершення сезону 2020/21 відіграв за головну команду Сардинії 9 матчів в національному чемпіонаті.

## Виступи за збірну
2009 року дебютував в офіційних матчах у складі національної збірної Гани. Протягом наступного десфтиріччя провів у її формі 74 гри, забивши 4 м'ячі.
Був учасником двох чемпіонатів світу — чемпіонату світу 2010 року у ПАР та чемпіонату світу 2014 року у Бразилії, а також п'яти розіграшів Кубка африканських націй (у 2008, 2010, 2012, 2013 та 2019 роках).

## Статистика виступів

### Статистика клубних виступів
| Сезон                      | Команда                    | Чемпіонат                  | Чемпіонат | Чемпіонат | Національний кубок | Національний кубок | Національний кубок | Континентальні кубки | Континентальні кубки | Континентальні кубки | Інші змагання | Інші змагання | Інші змагання | Усього | Усього |
| Сезон                      | Команда                    | Ліга                       | Ігор      | Голів     | Ліга               | Ігор               | Голів              | Ліга                 | Ігор                 | Голів                | Ліга          | Ігор          | Голів         | Ігор   | Голів  |
| -------------------------- | -------------------------- | -------------------------- | --------- | --------- | ------------------ | ------------------ | ------------------ | -------------------- | -------------------- | -------------------- | ------------- | ------------- | ------------- | ------ | ------ |
| 2008–09                    | «Удінезе»                  | A                          | 20        | 2         | КІ                 | 2                  | 0                  | КУЄФА                | 6                    | 0                    | -             | -             | -             | 28     | 2      |
| 2009–10                    | «Удінезе»                  | A                          | 25        | 1         | КІ                 | 2                  | 0                  | -                    | -                    | -                    | -             | -             | -             | 27     | 1      |
| 2010–11                    | «Удінезе»                  | A                          | 38        | 2         | КІ                 | 1                  | 0                  | -                    | -                    | -                    | -             | -             | -             | 39     | 2      |
| 2011–12                    | «Удінезе»                  | A                          | 31        | 3         | КІ                 | 0                  | 0                  | ЛЧ+ЛЄ                | 2+7                  | 0                    | -             | -             | -             | 40     | 3      |
| Усього за «Удінезе»        | Усього за «Удінезе»        | Усього за «Удінезе»        | 114       | 8         |                    | 5                  | 0                  |                      | 15                   | 0                    |               | -             | -             | 134    | 8      |
| 2012–13                    | «Ювентус»                  | A                          | 27        | 2         | КІ                 | 1                  | 0                  | ЛЧ                   | 7                    | 0                    | СІ            | 1             | 1             | 36     | 3      |
| 2013–14                    | «Ювентус»                  | A                          | 34        | 2         | КІ                 | 1                  | 0                  | ЛЧ+ЛЄ                | 5+6                  | 0                    | СІ            | 1             | 0             | 47     | 2      |
| 2014–15                    | «Ювентус»                  | A                          | 7         | 0         | КІ                 | 0                  | 0                  | ЛЧ                   | 3                    | 0                    | СІ            | 0             | 0             | 10     | 0      |
| 2015–16                    | «Ювентус»                  | A                          | 11        | 0         | КІ                 | 2                  | 0                  | ЛЧ                   | 0                    | 0                    | СІ            | 0             | 0             | 13     | 0      |
| 2016–17                    | «Ювентус»                  | A                          | 18        | 0         | КІ                 | 3                  | 0                  | ЛЧ                   | 3                    | 0                    | СІ            | 0             | 0             | 24     | 0      |
| 2017–18                    | «Ювентус»                  | A                          | 19        | 0         | КІ                 | 4                  | 0                  | ЛЧ                   | 3                    | 0                    | СІ            | 0             | 0             | 26     | 0      |
| Усього за «Ювентус»        | Усього за «Ювентус»        | Усього за «Ювентус»        | 116       | 4         |                    | 11                 | 0                  |                      | 27                   | 0                    |               | 2             | 1             | 156    | 5      |
| 2018–19                    | «Інтернаціонале»           | A                          | 32        | 0         | КІ                 | 1                  | 0                  | ЛЧ+ЛЄ                | 6+3                  | 0                    | -             | -             | -             | 42     | 0      |
| 2019–20                    | «Інтернаціонале»           | A                          | 8         | 0         | КІ                 | 0                  | 0                  | ЛЧ                   | 3                    | 0                    | -             | -             | -             | 11     | 0      |
| Усього за «Інтернаціонале» | Усього за «Інтернаціонале» | Усього за «Інтернаціонале» | 40        | 0         |                    | 1                  | 0                  |                      | 12                   | 0                    |               | -             | -             | 53     | 0      |
| лют.-черв. 2021            | «Кальярі»                  | A                          | 9         | 0         | КІ                 | 0                  | 0                  | -                    | -                    | -                    | -             | -             | -             | 9      | 0      |
| Усього за кар'єру          | Усього за кар'єру          | Усього за кар'єру          | 279       | 12        |                    | 17                 | 0                  |                      | 54                   | 0                    |               | 2             | 1             | 352    | 13     |

### Статистика виступів за збірну
| Дата       | Місто                       | Господарі            | Результат               | Гості            | Турнір                                             | Голи | Примітки |
| ---------- | --------------------------- | -------------------- | ----------------------- | ---------------- | -------------------------------------------------- | ---- | -------- |
| 11-2-2009  | Каїр                        | Єгипет               | 2 – 2                   | Гана             | товариський матч                                   | -    | 81'      |
| 29-3-2009  | Кумасі                      | Гана                 | 1 – 0                   | Бенін            | Відбір до ЧС 2010                                  | -    | 60'      |
| 7-6-2009   | Бамако                      | Малі                 | 0 – 2                   | Гана             | Відбір до ЧС 2010                                  | 1    |          |
| 20-6-2009  | Омдурман                    | Судан                | 0 – 2                   | Гана             | Відбір до ЧС 2010                                  | -    | 53'      |
| 15-11-2009 | Кумасі                      | Гана                 | 2 – 2                   | Малі             | Відбір до ЧС 2010                                  | -    | 61'      |
| 18-11-2009 | Луанда                      | Ангола               | 0 – 0                   | Гана             | товариський матч                                   | -    |          |
| 5-1-2010   | Манзіні                     | Гана                 | 0 – 0                   | Малаві           | товариський матч                                   | -    | 80'      |
| 15-1-2010  | Кабінда                     | Кот-д'Івуар          | 3 – 1                   | Гана             | Кубок африканських націй 2010 - 1-й етап           | -    |          |
| 19-1-2010  | Луанда                      | Буркіна-Фасо         | 0 – 1                   | Гана             | Кубок африканських націй 2010 - 1-й етап           | -    |          |
| 24-1-2010  | Луанда                      | Ангола               | 0 – 1                   | Гана             | Кубок африканських націй 2010 - чвертьфінал        | -    |          |
| 28-1-2010  | Луанда                      | Гана                 | 1 – 0                   | Нігерія          | Кубок африканських націй 2010 - півфінал           | -    |          |
| 31-1-2010  | Луанда                      | Гана                 | 0 – 1                   | Єгипет           | Кубок африканських націй 2010 - Фінал              | -    |          |
| 3-3-2010   | Сараєво                     | Боснія і Герцеговина | 2 – 1                   | Гана             | товариський матч                                   | -    | 36'      |
| 1-6-2010   | Роттердам                   | Нідерланди           | 4 – 1                   | Гана             | товариський матч                                   | -    | 78'      |
| 5-6-2010   | Мілтон-Кінз                 | Гана                 | 1 – 0                   | Латвія           | товариський матч                                   | -    | 58'      |
| 13-6-2010  | Преторія                    | Сербія               | 0 – 1                   | Гана             | ЧС 2010 - 1-й етап                                 | -    | 73'      |
| 19-6-2010  | Рустенбург                  | Гана                 | 1 – 1                   | Австралія        | ЧС 2010 - 1-й етап                                 | -    | 77'      |
| 23-6-2010  | Йоганнесбург                | Гана                 | 0 – 1                   | Німеччина        | ЧС 2010 - 1-й етап                                 | -    |          |
| 26-6-2010  | Рустенбург                  | США                  | 1 – 2 д.ч.              | Гана             | ЧС 2010 - 1/8 фіналу                               | -    |          |
| 2-7-2010   | Йоганнесбург                | Уругвай              | 1 – 1 д.ч. (4 – 2 п.п.) | Гана             | ЧС 2010 - чвертьфінал                              | -    |          |
| 11-8-2010  | Йоганнесбург                | ПАР                  | 1 – 0                   | Гана             | товариський матч                                   | -    |          |
| 5-9-2010   | Лобамба                     | Есватіні             | 0 – 3                   | Гана             | Відбір до Кубка африканських націй 2012            | -    |          |
| 10-10-2010 | Кумасі                      | Гана                 | 0 – 0                   | Судан            | Відбір до Кубка африканських націй 2012            | -    |          |
| 17-11-2010 | Дубай                       | Саудівська Аравія    | 0 – 0                   | Гана             | товариський матч                                   | -    |          |
| 8-2-2011   | Антверпен                   | Гана                 | 4 – 1                   | Того             | товариський матч                                   | -    |          |
| 27-3-2011  | Браззавіль                  | Республіка Конго     | 0 – 3                   | Гана             | Відбір до Кубка африканських націй 2012            | -    |          |
| 29-3-2011  | Лондон                      | Англія               | 1 – 1                   | Гана             | товариський матч                                   | -    |          |
| 3-6-2011   | Кумасі                      | Гана                 | 3 – 1                   | Республіка Конго | Відбір до Кубка африканських націй 2012            | -    |          |
| 7-6-2011   | Чонджу                      | Південна Корея       | 2 – 1                   | Гана             | товариський матч                                   | -    |          |
| 2-9-2011   | Аккра                       | Гана                 | 2 – 0                   | Есватіні         | Відбір до Кубка африканських націй 2012            | -    |          |
| 5-9-2011   | Лондон                      | Бразилія             | 1 – 0                   | Гана             | товариський матч                                   | -    |          |
| 8-10-2011  | Хартум                      | Судан                | 0 – 2                   | Гана             | Відбір до Кубка африканських націй 2012            | -    |          |
| 11-10-2011 | Вотфорд                     | Гана                 | 0 – 0                   | Нігерія          | товариський матч                                   | -    |          |
| 15-11-2011 | Сен-Ле-ла-Форе              | Гана                 | 2 – 1                   | Габон            | товариський матч                                   | -    |          |
| 15-1-2012  | Рустенбург                  | ПАР                  | 1 – 1                   | Гана             | товариський матч                                   | -    |          |
| 28-1-2012  | Франсвіль                   | Гана                 | 2 – 0                   | Малі             | Кубок африканських націй 2012 - 1-й етап           | -    |          |
| 1-2-2012   | Франсвіль                   | Гана                 | 1 – 1                   | Гвінея           | Кубок африканських націй 2012 - 1-й етап           | -    |          |
| 5-2-2012   | Франсвіль                   | Гана                 | 2 – 1 д.ч.              | Туніс            | Кубок африканських націй 2012 - чвертьфінал        | -    |          |
| 8-2-2012   | Бата                        | Замбія               | 1 – 0                   | Гана             | Кубок африканських націй 2012 - півфінал           | -    |          |
| 11-2-2012  | Малабо                      | Гана                 | 0 – 2                   | Малі             | Кубок африканських націй 2012 - матч за 3-тє місце | -    |          |
| 29-2-2012  | Честер                      | Чилі                 | 1 – 1                   | Гана             | товариський матч                                   | -    |          |
| 1-6-2012   | Кумасі                      | Гана                 | 7 – 0                   | Лесото           | Відбір до ЧС 2014                                  | -    |          |
| 9-6-2012   | Ндола                       | Замбія               | 1 – 0                   | Гана             | Відбір до ЧС 2014                                  | -    | 55'      |
| 15-8-2012  | Сіань                       | КНР                  | 1 – 1                   | Гана             | товариський матч                                   | -    |          |
| 8-9-2012   | Аккра                       | Гана                 | 2 – 0                   | Малаві           | Відбір до Кубка африканських націй 2013            | -    |          |
| 11-9-2012  | Монровія                    | Ліберія              | 2 – 0                   | Гана             | товариський матч                                   | -    |          |
| 10-1-2013  | Абу-Дабі                    | Гана                 | 3 – 0                   | Єгипет           | товариський матч                                   | -    |          |
| 13-1-2013  | Абу-Дабі                    | Гана                 | 4 – 2                   | Туніс            | товариський матч                                   | -    |          |
| 20-1-2013  | Гебеха                      | Гана                 | 2 – 2                   | ДР Конго         | Кубок африканських націй 2013 - 1-й етап           | 1    |          |
| 24-1-2013  | Гебеха                      | Гана                 | 1 – 0                   | Малі             | Кубок африканських націй 2013 - 1-й етап           | -    | 77'      |
| 28-1-2013  | Гебеха                      | Нігер                | 0 – 3                   | Гана             | Кубок африканських націй 2013 - 1-й етап           | -    |          |
| 2-2-2013   | Гебеха                      | Гана                 | 2 – 0                   | Кабо-Верде       | Кубок африканських націй 2013 - чвертьфінал        | -    |          |
| 6-2-2013   | Мбомбела                    | Буркіна-Фасо         | 1 – 1 д.ч. (3 – 2 п.п.) | Гана             | Кубок африканських націй 2013 - півфінал           | -    |          |
| 9-2-2013   | Гебеха                      | Малі                 | 3 – 1                   | Гана             | Кубок африканських націй 2013 - матч за 3-тє місце | 1    |          |
| 24-3-2013  | Кумасі                      | Гана                 | 4 – 0                   | Судан            | Відбір до ЧС 2014                                  | -    |          |
| 16-6-2013  | Масеру                      | Лесото               | 0 – 2                   | Гана             | Відбір до ЧС 2014                                  | -    |          |
| 14-8-2013  | Стамбул                     | Туреччина            | 2 – 2                   | Гана             | товариський матч                                   | -    | 52'      |
| 6-9-2013   | Кумасі                      | Гана                 | 2 – 1                   | Замбія           | Відбір до ЧС 2014                                  | -    |          |
| 15-10-2013 | Кумасі                      | Гана                 | 6 – 1                   | Єгипет           | Відбір до ЧС 2014                                  | -    |          |
| 19-11-2013 | Каїр                        | Єгипет               | 2 – 1                   | Гана             | Відбір до ЧС 2014                                  | -    |          |
| 5-3-2014   | Подгориця                   | Чорногорія           | 1 – 0                   | Гана             | товариський матч                                   | -    | 66'      |
| 31-5-2014  | Роттердам                   | Нідерланди           | 1 – 0                   | Гана             | товариський матч                                   | -    |          |
| 9-6-2014   | Маямі-Гарденс               | Гана                 | 4 – 0                   | Південна Корея   | товариський матч                                   | -    |          |
| 16-6-2014  | Натал (Ріу-Гранді-ду-Норті) | Гана                 | 1 – 2                   | США              | ЧС 2014 - 1-й етап                                 | -    |          |
| 21-6-2014  | Форталеза                   | Німеччина            | 2 – 2                   | Гана             | ЧС 2014 - 1-й етап                                 | -    |          |
| 26-6-2014  | Бразиліа                    | Португалія           | 2 – 1                   | Гана             | ЧС 2014 - 1-й етап                                 | -    |          |
| 6-9-2014   | Кумасі                      | Гана                 | 1 – 1                   | Уганда           | Відбір до Кубка африканських націй 2015            | -    |          |
| 10-9-2014  | Ломе                        | Того                 | 2 – 3                   | Гана             | Відбір до Кубка африканських націй 2015            | -    |          |
| 11-10-2014 | Касабланка                  | Гвінея               | 1 – 1                   | Гана             | Відбір до Кубка африканських націй 2015            | -    |          |
| 15-10-2014 | Тамале (місто)              | Гана                 | 3 – 1                   | Гвінея           | Відбір до Кубка африканських націй 2015            | -    | 65'      |
| 8-9-2018   | Найробі                     | Кенія                | 1 – 0                   | Гана             | Відбір до Кубка африканських націй 2019            | -    | 74'      |
| 15-6-2019  | Дубай                       | Гана                 | 0 – 0                   | ПАР              | товариський матч                                   | -    | 46'      |
| 29-6-2019  | Ісмаїлія                    | Камерун              | 0 – 0                   | Гана             | Кубок африканських націй 2019 - 1-й етап           | -    | 78'      |
| 2-7-2019   | Суец                        | Гвінея-Бісау         | 0 – 2                   | Гана             | Кубок африканських націй 2019 - 1-й етап           | -    | 86'      |
| Усього     |                             | Матчів (9 місце)     | 74                      |                  | Голів                                              | 4    |          |

## Досягнення
- Чемпіон Італії (6):

«Ювентус»: 2012–13, 2013–14, 2014–15, 2015–16, 2016–17, 2017–18
- Володар Кубка Італії (4):

«Ювентус»: 2014-15, 2015-16, 2016-17, 2017-18
- Володар Суперкубка Італії (3):

«Ювентус»: 2012, 2013, 2015
- Фіналіст Ліги чемпіонів (1):

«Ювентус»: 2014-15
- Кубок африканських націй
  - Віце-чемпіон: 2010
  - Третє місце: 2008